# Luce County
Luce County is een county in de Amerikaanse staat Michigan.
De county heeft een landoppervlakte van 2.339 km² en telt 7.024 inwoners (volkstelling 2000). De hoofdplaats is Newberry.

## Bevolkingsontwikkeling

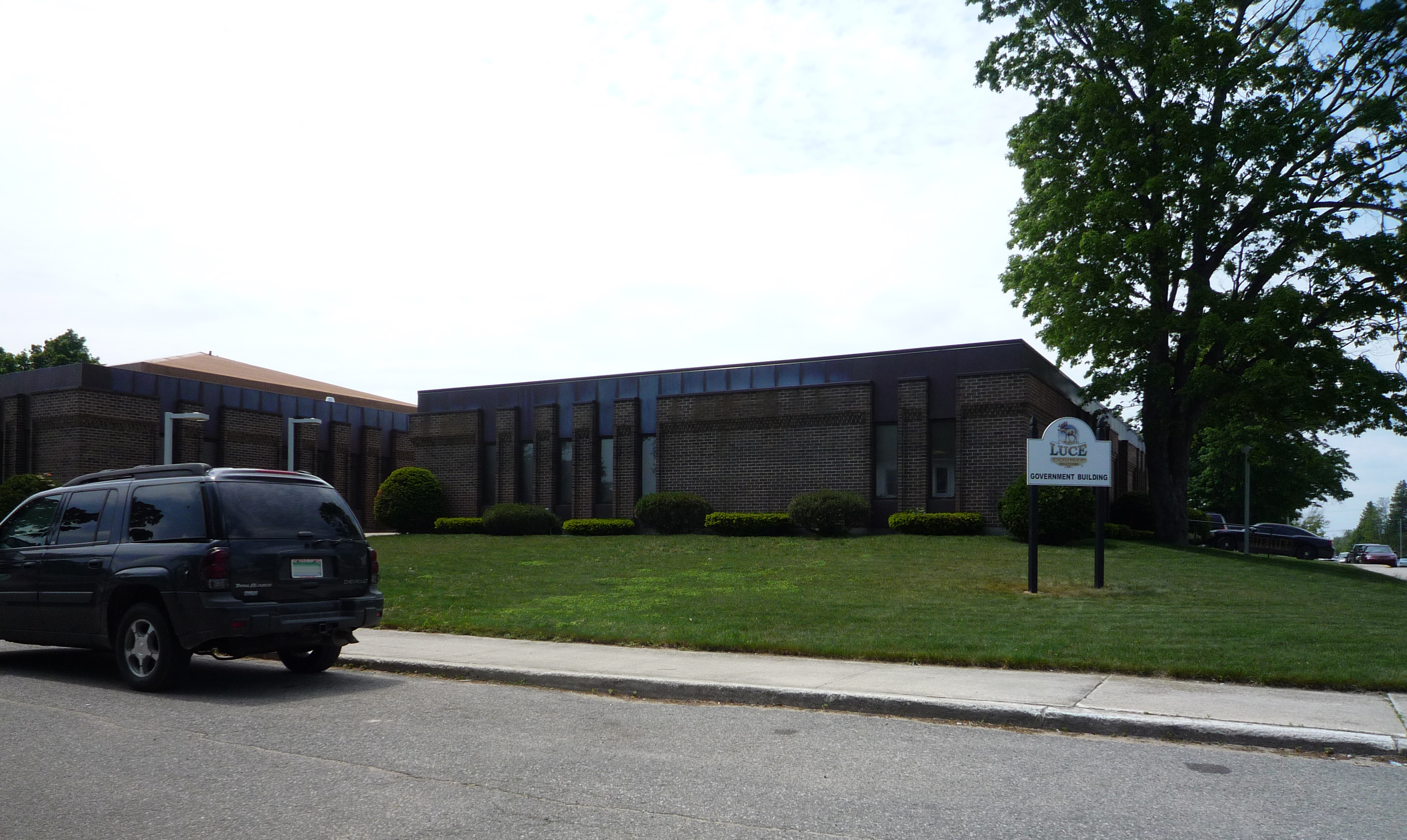
Luce County Government Building